# سعيد باسويدان
سعيد باسويدان  (و. 1977  م) هو عداء المسافات المتوسطة يمني، شارك في الألعاب الأولمبية الصيفية 1996.

## روابط خارجية
- سعيد باسويدان على موقع الاتحاد الدولي لألعاب القوى (الإنجليزية)
- سعيد باسويدان على موقع الاتحاد الدولي لألعاب القوى (الإنجليزية)
- سعيد باسويدان على موقع أوليمبيديا (الإنجليزية)